# David Casacuberta Sevilla
David Casacuberta Sevilla (Barcelona, 1967) es un filòsof de la ciència i professor universitari català.

## Trajectòria
Professor de Filosofia de la ciència a la Universitat Autònoma de Barcelona (UAB), la seva línia de recerca actual són els impactes socials i cognitius de les Tecnologies de la informació i la comunicació (TIC), tema sobre el qual ha publicat diversos llibres i articles. És membre del Grup de Treball d'Ètica, Seguretat i Regulació de BioInformàtics Barcelona, investigador del grup consolidat GEHUCT (Grup d’Estudis Humanístics en Ciència i Tecnologia). També és codirector del Màster en Disseny i Direcció de Projectes per a Internet d'ELISAVA i participa com a professor en diversos postgraus de gestió cultural, teoria de l'art contemporani i el disseny de tecnologies digitals.

## Reconeixements
L'any 2003 va rebre el premi Eusebi Colomer de la Fundació Epson al millor assaig sobre els aspectes socials, antropològics, filosòfics o ètics relacionats amb la nova societat tecnològica amb el seu llibre Creación colectiva. També és el guanyador del premi Ingenio 400, organitzat pel Ministeri de Cultura i la Societat Estatal de Commemoracions Culturals, al millor projecte de net.art amb la seva obra X-Reloaded (en col·laboració amb Marco Bellonzi), al voltant del 400 aniversari del Quixot.